# 25 januari
25 januari is de 25ste dag van het jaar in de gregoriaanse kalender. Hierna volgen nog 340 dagen (341 dagen in een schrikkeljaar) tot het einde van het jaar.

## Gebeurtenissen
- Algemeen

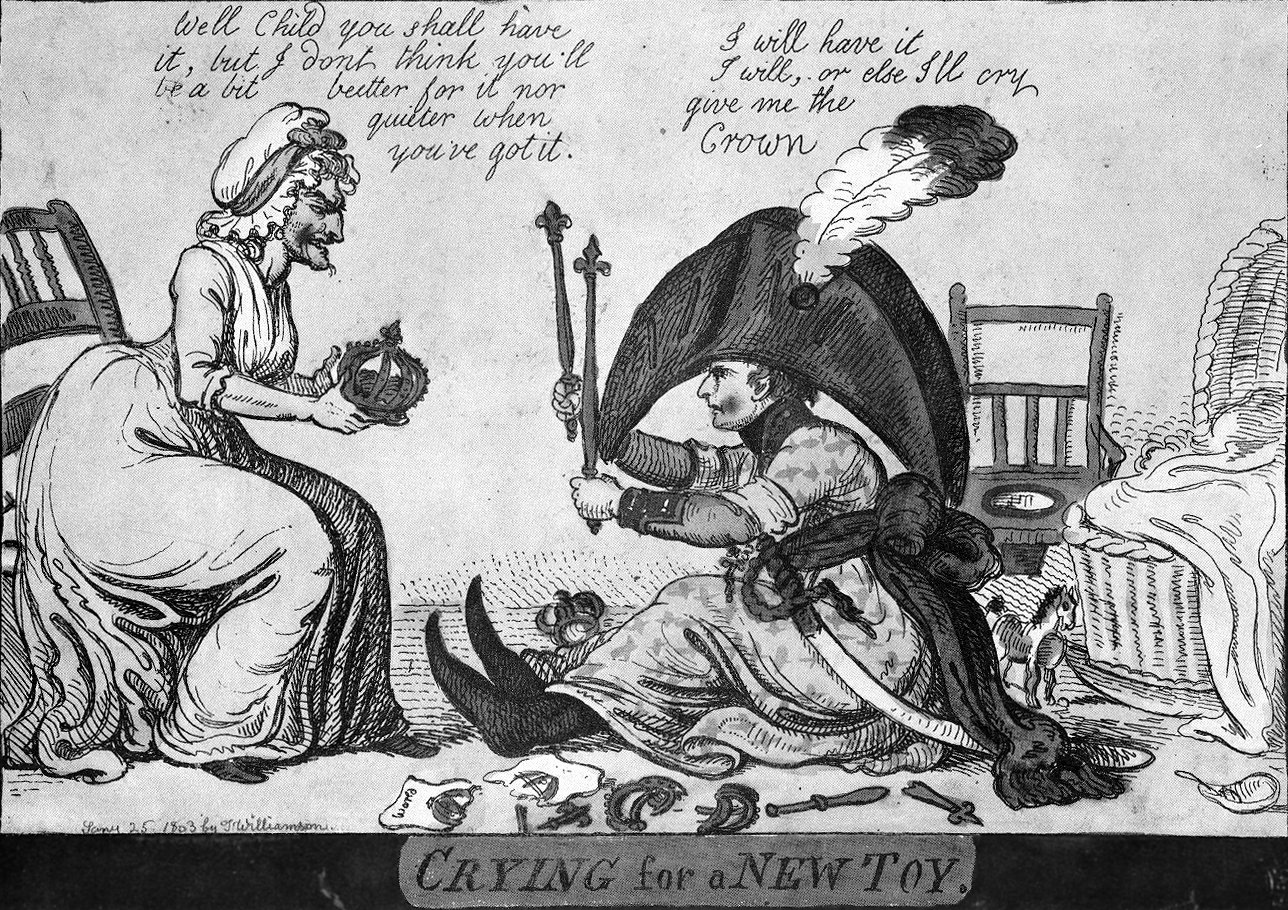
"Napoleon huilend om een nieuw speeltje", Engelse karikatuur over Napoleon van Isaac Cruikshank, 25 januari 1803

  - 1554 - São Paulo (Brazilië) wordt gesticht.
  - 1971 - Charles Manson en drie vrouwen worden schuldig bevonden aan moord, en worden tot levenslang veroordeeld.
  - 1990 - Er raast een storm door West-Europa die windsnelheden bereikt van 156 km/h. In Nederland vallen negentien doden en in België elf. Onder de doden zijn drie brandweermannen die omkomen bij het blussen van een brand in hotel Huis ter Duin in Noordwijk aan Zee.
  - 1999 - Bij een aardbeving in het westen van Colombia, met een kracht van 6,0 op de schaal van Richter, komen meer dan duizend mensen om.
  - 2012 - Roemenië zet het leger in om de vele honderden mensen te ontzetten die zijn gestrand door hevige sneeuwval. Binnen 24 uur is een meter sneeuw gevallen tijdens een sneeuwstorm.
  - 2016 - De Zuid-Afrikaanse overheid heeft een verbod uitgevaardigd op de luipaardjacht. De bepaling gaat meteen in en geldt voor heel 2016.
  - 2021 - Tien Chinese mijnwerkers zijn overleden na twee weken vastgezeten te hebben in een deels ingestorte mijn nabij Yantai. Er wordt er nog een vermist, tien anderen kwamen er levend uit.
  - 2024 - In de Amerikaanse staat Alabama wordt voor het eerst ter wereld de doodstraf uitgevoerd door middel van stikstofgas. Volgens de VN een inhumane methode.[1]

- Media
  - 1961 - President John F. Kennedy geeft een persconferentie. Dit is de eerste keer dat een presidentiële persconferentie live wordt uitgezonden op de televisie.

- Oorlog
  - 1905 - Begin van de Slag bij Sandepu in Mantsjoerije
  - 1942 - Thailand verklaart de Verenigde Staten en het Verenigd Koninkrijk de oorlog.
  - 1945 - Het einde van de Slag om de Ardennen.
  - 1971 - Idi Amin zet via een coup Milton Obote af en wordt president van Oeganda.
  - 1995 - Rusland veroorzaakt bijna de Derde Wereldoorlog. In reactie op de lancering van een Noorse wetenschappelijke raket, die de Russen voor een militaire raket houden, wordt bijna een kernaanval uitgevoerd.[2][3]

- Politiek
  - 98 - Trajanus volgt Nerva op als keizer van het Romeinse Keizerrijk.
  - 1308 - Eduard II van Engeland huwt Isabella van Frankrijk.
  - 1533 - Hendrik VIII van Engeland trouwt Anna Boleyn, zijn tweede vrouw.
  - 1917 - De Maagdeneilanden (Deens-West-Indië) worden voor 25 miljoen dollar aan de Verenigde Staten verkocht.
  - 1919 - De Volkenbond wordt opgericht.
  - 1949 - In Israël worden de eerste verkiezingen gehouden.
  - 1981 - Een Chinese rechtbank spreekt het doodvonnis uit tegen de weduwe van Mao, Jiang Qing.
  - 1993 - Togolese veiligheidstroepen schieten zeker twaalf mensen dood die in de hoofdstad Lomé deelnemen aan een betoging tegen de regering van president Étienne Eyadéma.
  - 1993 - In verscheidene Turkse steden houden duizenden mensen marsen uit protest tegen de moord op de prominente linkse Turkse journalist Ugur Mumcu. In Istanbul zijn volgens de politie 10.000 mensen op de been.
  - 2010 - Vice-president Ramón Carrizalez van Venezuela legt zijn taken om "persoonlijke redenen" neer.
  - 2011 - Begin van het protest tegen president Hosni Moebarak in Egypte.
  - 2012 - Zanger Youssou N'Dour laat zich registreren als kandidaat voor de presidentsverkiezingen in Senegal, die op 26 februari worden gehouden.

- Recreatie
  - 2005 - In Haarlem wordt Het Dolhuys, het nationaal museum van de psychiatrie, geopend.
- Religie
  - 1901 - Goedkeuring van het Gezelschap van het Goddelijk Woord door Paus Leo XIII.
  - 1959 - Tot algemene verrassing roept paus Johannes XXIII het Tweede Vaticaans concilie bijeen.

- Sport
  - 1987 - Hana Mandlíková wint de Australian Open. In de finale in Melbourne verslaat de Tsjechische tennisster de Amerikaanse titelverdedigster Martina Navrátilová met 7-5 en 7-6.
  - 2010 - Na 56 jaar betaald voetbal wordt het faillissement van HFC Haarlem aangevraagd en kort daarop wordt deze uitgesproken.
  - 2021 - Oud-speler Frank Lampard is ontslagen als coach bij Chelsea FC.

- Wetenschap en technologie
  - 1839 - Michael Faraday suggereert als eerste de mogelijkheid van fotografie.
  - 1881 - Thomas Edison en Alexander Graham Bell richten de Oriental Telephone Company op.
  - 1915 - Alexander Graham Bell voert het eerste transcontinentale telefoongesprek, van New York naar San Francisco
  - 2002 - Wikipedia schakelt over op PHP-software.
  - 2004 - Landing van NASA's Opportunity rover op de planeet Mars.[4]
  - 2013 - Het 48e Mersennepriemgetal wordt ontdekt door Curtis Cooper/GIMPS (Great Internet Mersenne Prime Search).
  - 2023 - Lancering van een Electron raket van Rocket Lab vanaf Wallops Flight Facility LC-2 (LP-0C) op Wallops Island in Virginia (Verenigde Staten) voor de Virginia is for Launch Lovers missie met drie observatiesatellieten van HawkEye 360 die deel moeten gaan uitmaken van een constellatie van radiofrequentie waarnemende satellieten. Dit is de eerste lancering van Rocket Lab in de Verenigde Staten.[5][6]
  - 2023 - NASA maakt bekend dat de James Webb Space Telescope tijdens een waarnemingssessie op 18 oktober 2022 voor het eerst een bedekking van een ster door een planetoïde, (10199) Chariklo, heeft waargenomen. Daarbij konden ook de schaduwen van de ringen rond de planetoïde worden gedetecteerd. Tijdens latere waarnemingen kon de aanwezigheid van kristallijn ijs in het Chariklo systeem worden aangetoond.[7][8]
  - 2023 - Het onderzoeksteam van ruimtesonde Lucy maakt bekend dat er een nieuw object op de lijst van te bezoeken planetoïden is gezet. Het gaat om (152830) 1999 VD57 die naar verwachting op 1 november 2023 van dichtbij bekeken kan worden door de ruimtesonde.[9]
  - 2024 - NASA maakt bekend dat de missie van de Ingenuity helikopter op Mars teneinde is. Het toestel heeft tijdens een vlucht op 18 januari 2023 schade aan de rotor opgelopen waardoor vliegen niet meer mogelijk is.[10]
  - 2024 - JAXA meldt na analyse van gegevens van de SLIM-maanlander dat het toestel de gewenste precisie-landing op de Maan heeft volbracht met een afwijking van maximaal 10 meter. Doordat het toestel vlak voor de landing moest uitwijken voor obstakels is de afwijking groter en mede door het uitvallen van een motor staat het toestel niet rechtop en kan het de zonnepanelen niet gebruiken. Er is nog hoop op verbetering van de situatie na verloop van tijd omdat het zonlicht dan wel op de zonnepanelen zou moeten kunnen vallen.[11]

## Geboren

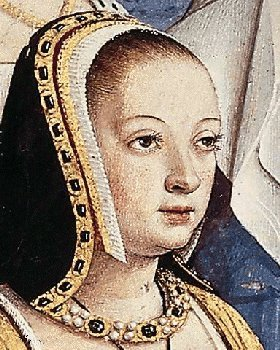
Anna van Bretagne,
geboren in 1477

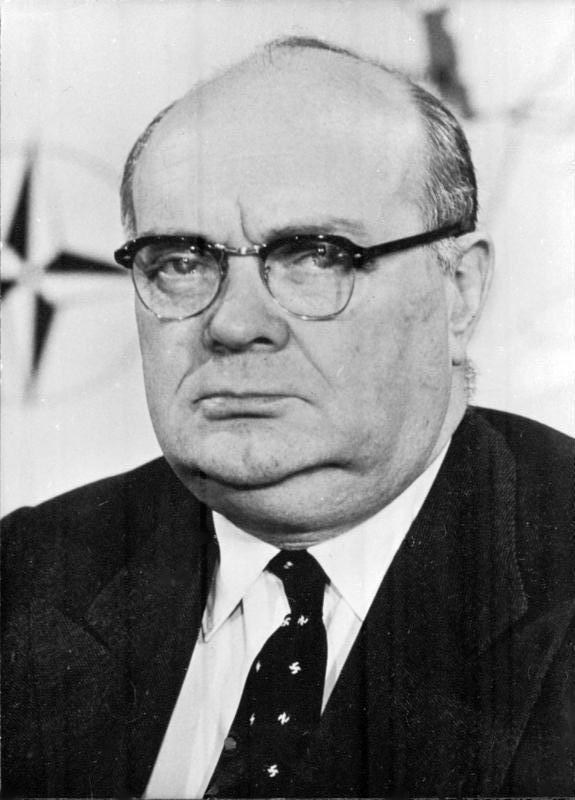
Paul-Henri Spaak,
geboren in 1899

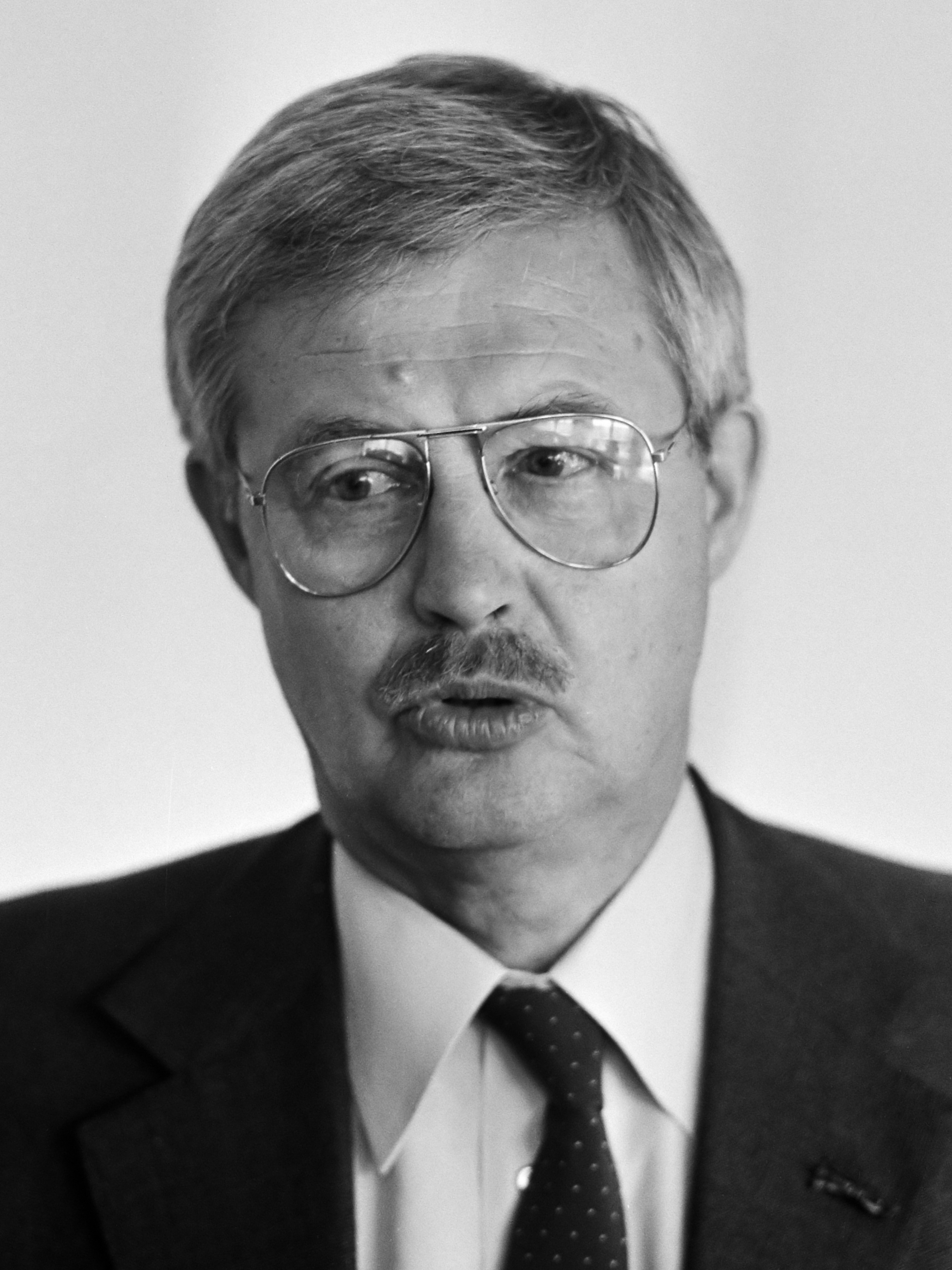
Albert Heijn,
geboren in 1927

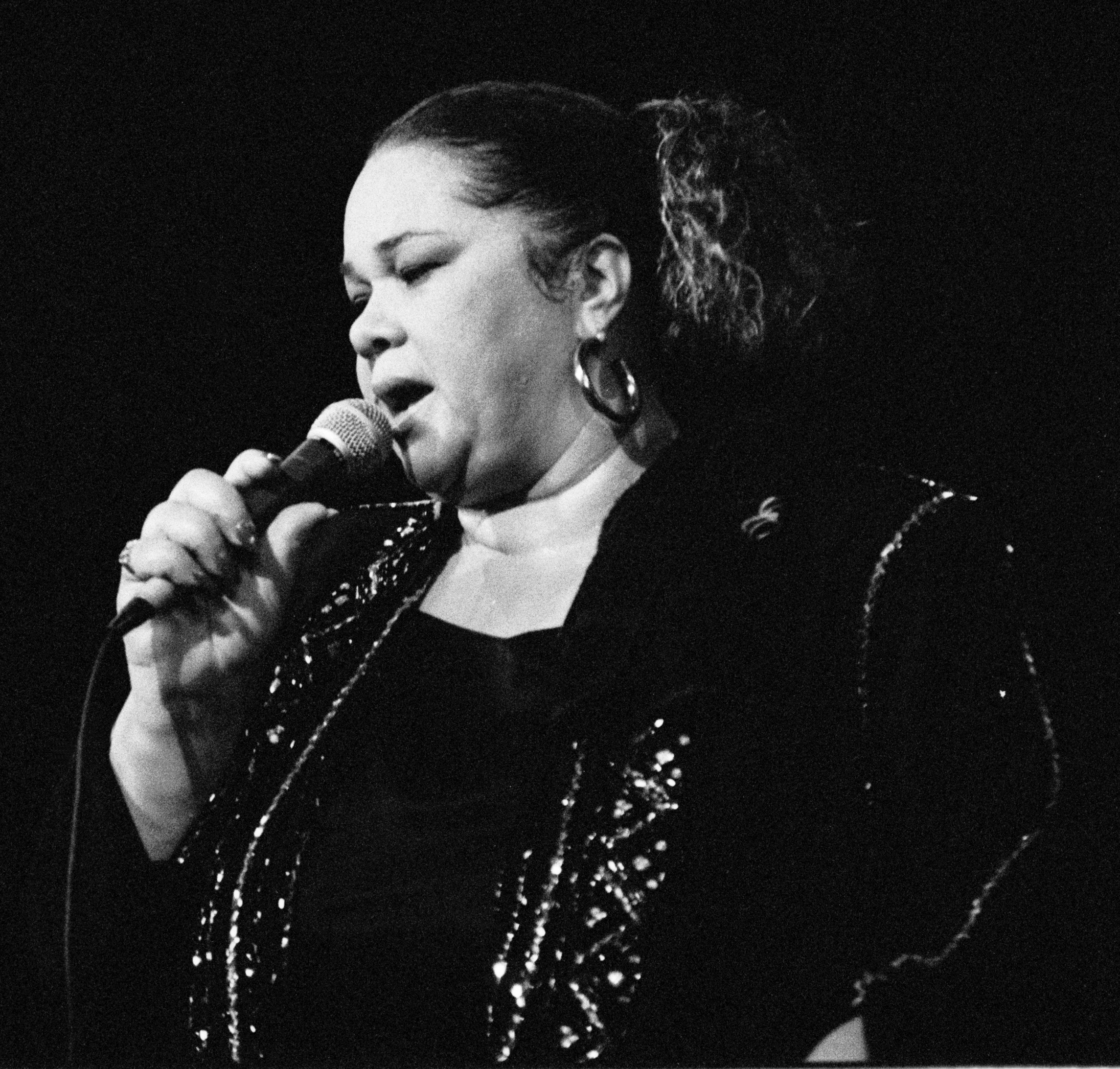
Etta James,
geboren in 1938

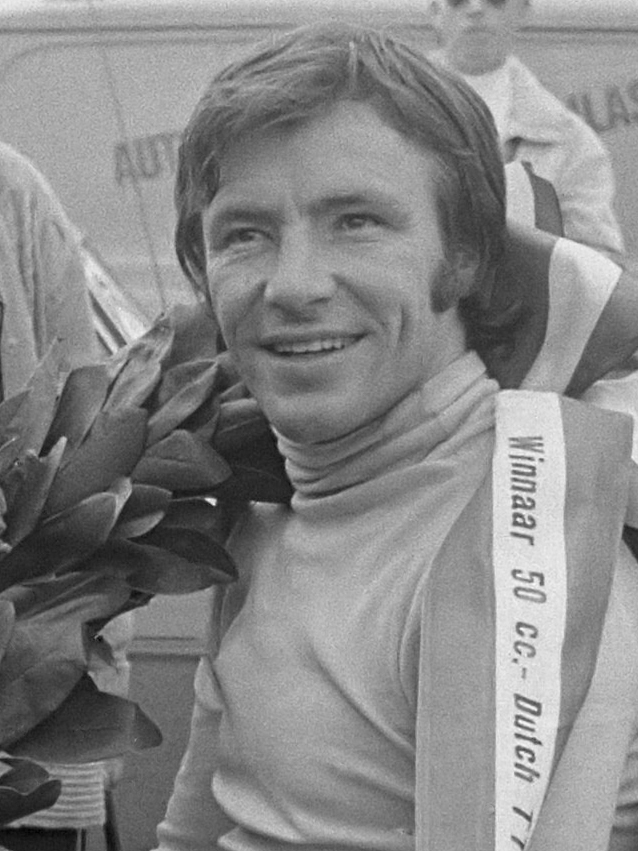
Ángel Nieto,
geboren in 1947

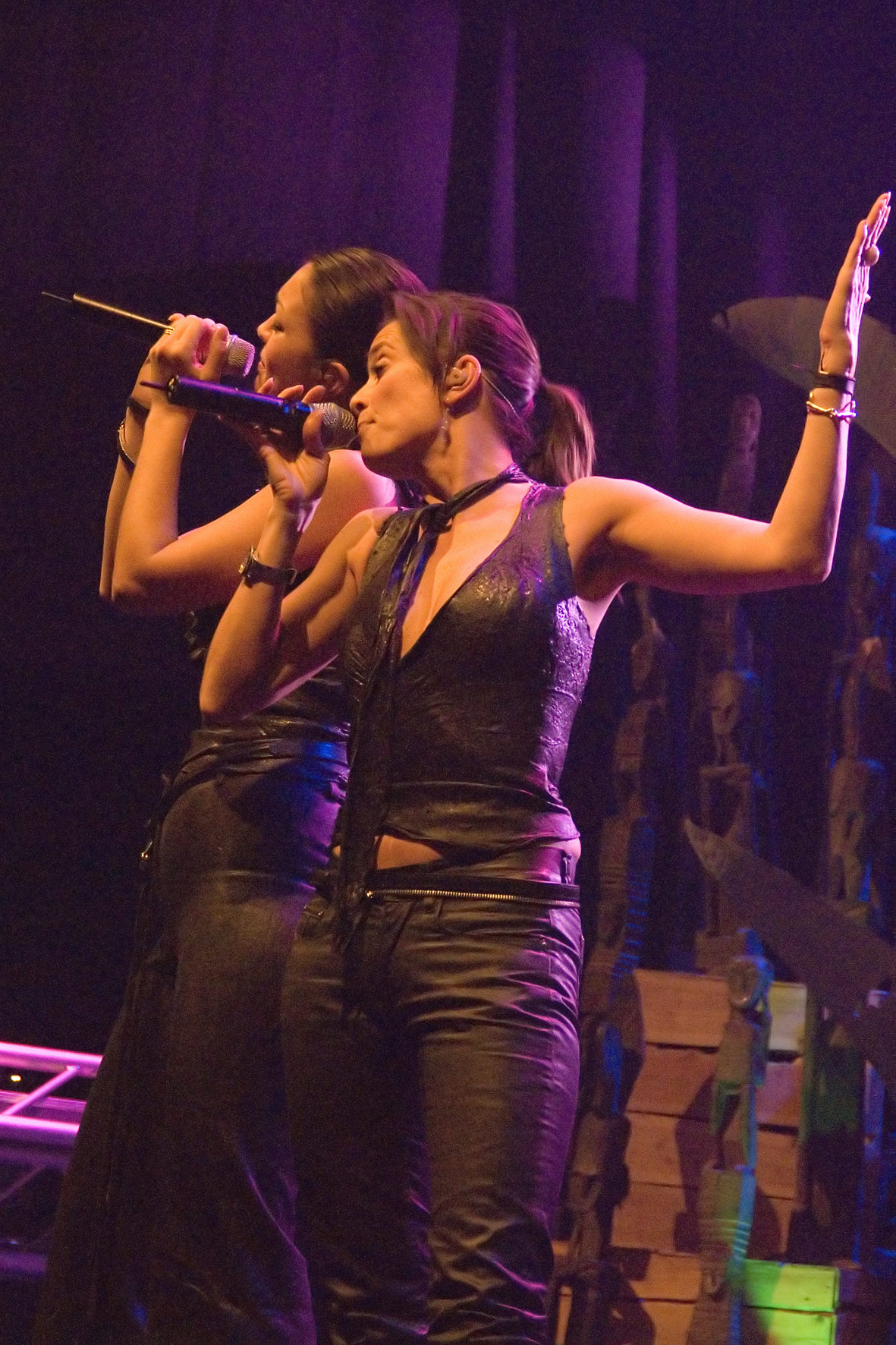
Suzanne Klemann (r),
geboren in 1963

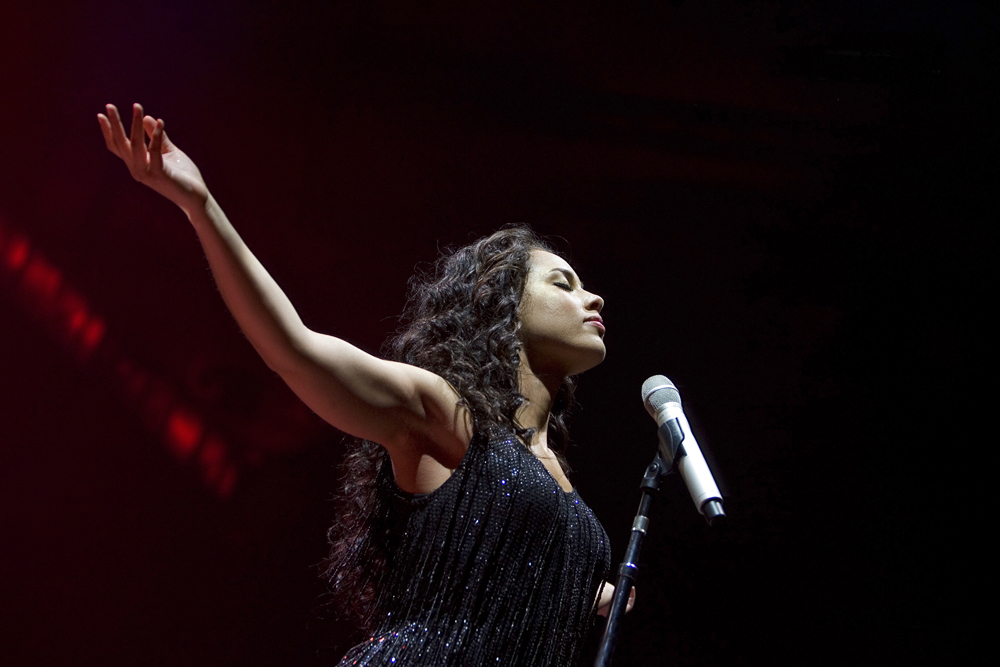
Alicia Keys,
geboren in 1981

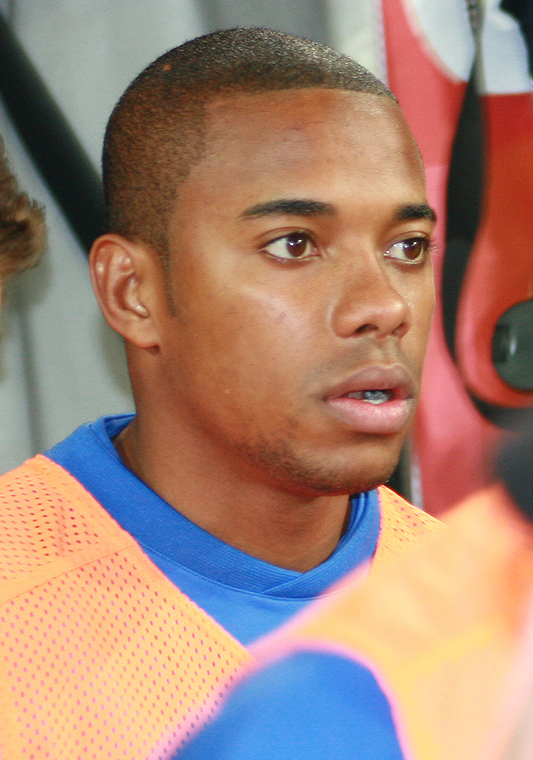
Robinho,
geboren in 1984

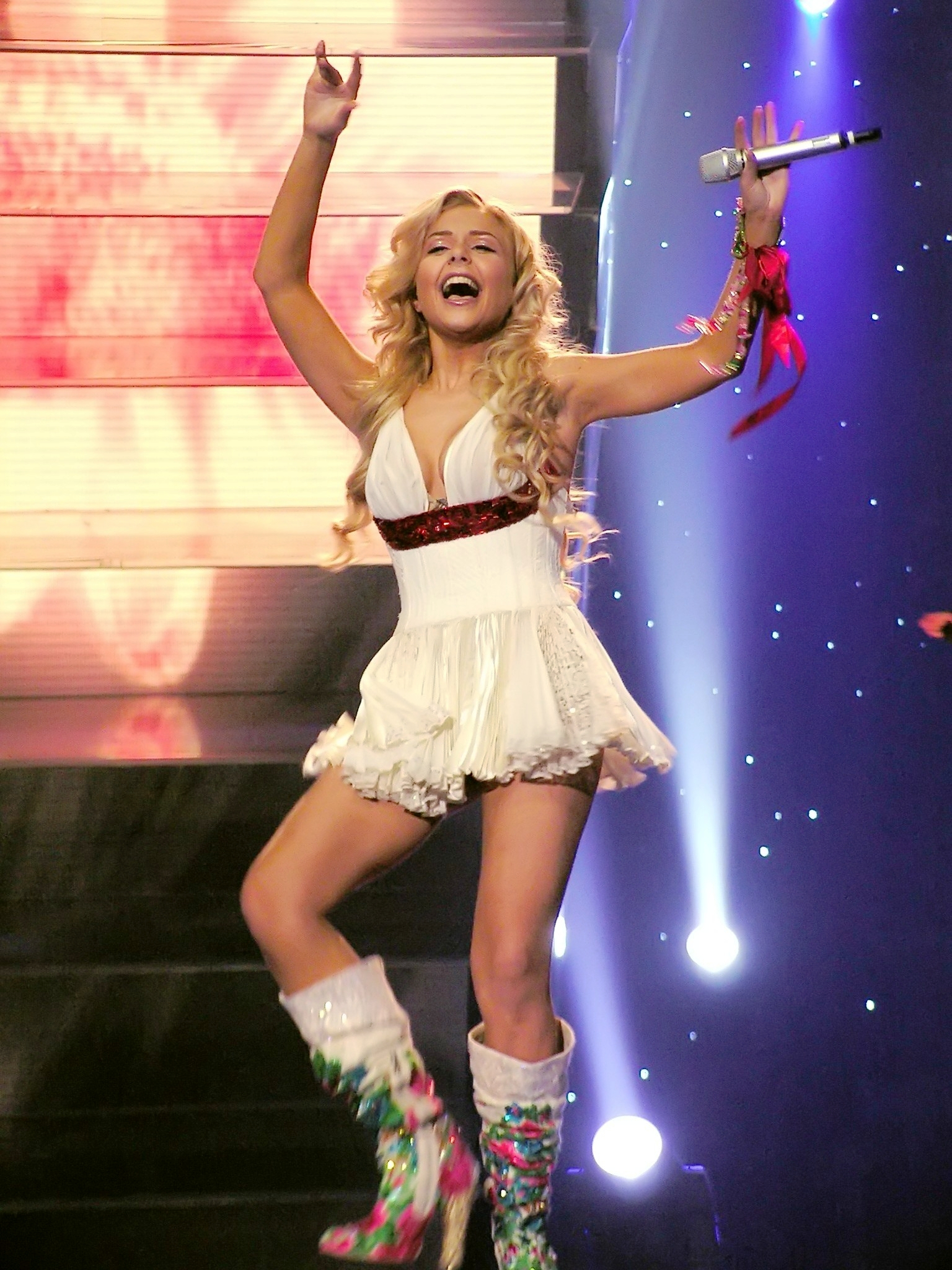
Tina Karol,
geboren in 1985

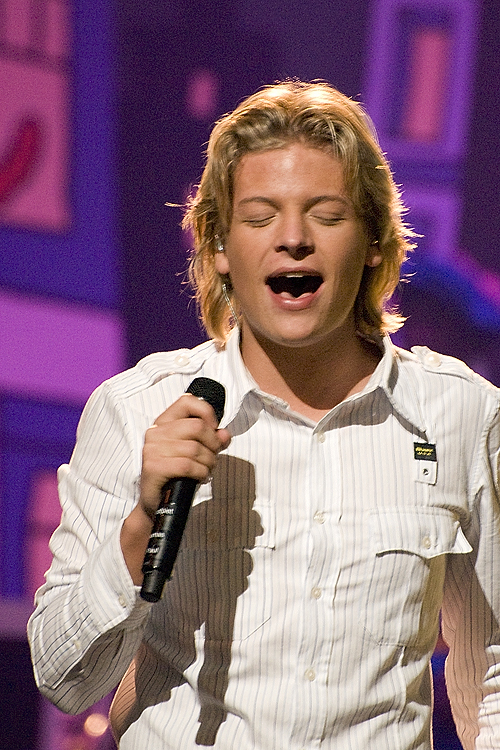
Thomas Berge,
geboren in 1990

- 750 - Leo IV van Byzantium, Byzantijns keizer (overleden 780)
- 1404 - Margaretha van Baden, Duits edelvrouw (overleden 1442)
- 1477 - Anna van Bretagne, echtgenote van Karel VIII van Frankrijk (overleden 1514)
- 1615 - Govert Flinck, Nederlands kunstschilder (overleden 1660)
- 1627 - Robert Boyle, Iers scheikundige (overleden 1691)
- 1634 - Gaspar Fagel, Nederlands politicus (overleden 1688)
- 1736 - Joseph-Louis Lagrange, Italiaans wiskundige en astronoom (overleden 1813)
- 1739 - Charles-François Dumouriez, Frans generaal (overleden 1823)
- 1759 - Robert Burns, Schots dichter (overleden 1796)
- 1813 - J. Marion Sims, Amerikaans arts en chirurg (overleden 1883)
- 1825 - George Pickett, Amerikaans generaal (overleden 1875)
- 1826 - Rembt van Boneval Faure, Nederlands rechtsgeleerde en politicus (overleden 1909)
- 1828 - Charles Allston Collins, Engels schilder en schrijver (overleden 1873)
- 1841 - John Fisher, Brits admiraal (overleden 1920)
- 1853 - Pablo Ocampo, Filipijns jurist en politicus (overleden 1925)
- 1855 - Eduard Meyer, Duits historicus, gespecialiseerd in de antieke geschiedenis. (overleden 1930)
- 1860 - Charles Curtis, vicepresident van de Verenigde Staten (overleden 1936)
- 1874 - William Somerset Maugham, Brits schrijver (overleden 1965)
- 1878 - Ernst Alexanderson, Amerikaans radio- en televisiepionier (overleden 1975)
- 1880 - Combertus Willem van der Pot, Nederlands rechtsgeleerde (overleden 1960)
- 1882 - Virginia Woolf, Brits schrijfster (overleden 1941)
- 1885 - Else Mauhs, Duits-Nederlands actrice (overleden 1959)
- 1886 - Francisco Delgado, Filipijns advocaat, rechter, ambassadeur en politicus (overleden 1964)
- 1886 - Robert Deveen, Belgisch voetballer (overleden 1939)
- 1886 - Wilhelm Furtwängler, Duits dirigent (overleden 1954)
- 1889 - Frederik Ernst Müller, Nederlands politicus (overleden 1960)
- 1895 - Paolo Marella, Italiaans curiekardinaal (overleden 1984)
- 1898 - Frederik Hovius, Nederlands verzetsstrijder (overleden 1942)
- 1899 - Pieter van As, Nederlands verzetsstrijder in WOII (overleden 1942)
- 1899 - Paul-Henri Spaak, Belgisch staatsman (overleden 1972)
- 1900 - Theodosius Dobzhansky, Russisch-Amerikaans geneticus (overleden 1975)
- 1900 - Joseph Mariën, Belgisch atleet (overleden 1958)
- 1901 - Pablo Antonio, Filipijns architect (overleden 1975)
- 1901 - Itzhak Stern, Pools verzetsstrijder die nauw samenwerkte met Oskar Schindler (overleden 1969)
- 1902 - Jan Vogel, Nederlands accordeonist, componist en dirigent (overleden 1983)
- 1904 - Frans Goedhart, Nederlands politicus, verzetsstrijder en journalist (overleden 1990)
- 1905 - Maurice Roy, Canadees kardinaal (overleden 1985)
- 1905 - Maria von Trapp, Oostenrijks-Amerikaans gouvernante (overleden 1987)
- 1906 - Toni Ulmen, Duits autocoureur (overleden 1976)
- 1910 - Henri Louveau, Frans autocoureur (overleden 1991)
- 1910 - Stefan Themerson, Pools-Brits dichter, schrijver, filmmaker, componist en filosoof (overleden 1988)
- 1912 - Ernst Poertgen, Duits voetballer (overleden 1986)
- 1917 - Ilya Prigogine, Russisch-Belgisch scheikundige en Nobelprijswinnaar (overleden 2003)
- 1918 - Tranquilo Cappozzo, Argentijns roeier (overleden 2003)
- 1918 - Max Groen, Nederlands Holocaustoverlevende en omroeper (overleden 2004)
- 1921 - Alfred Reed, Amerikaans componist (overleden 2005)
- 1923 - Arvid Carlsson, Zweeds fysioloog en Nobelprijswinnaar (overleden 2018)
- 1925 - Barbara Carroll, Amerikaans jazzpianiste en -zangeres (overleden 2017)
- 1926 - Youssef Chahine, Egyptisch filmregisseur (overleden 2008)
- 1926 - Nel Karelse, Nederlands atlete (overleden 2015)
- 1927 - Arie Groenevelt, Nederlands vakbondsbestuurder (overleden 2017)
- 1927 - Albert Heijn, Nederlands ondernemer (overleden 2011)
- 1927 - Antônio Carlos Jobim, Braziliaans musicus (overleden 1994)
- 1928 - Cor van der Hart, Nederlands voetballer en trainer (overleden 2006)
- 1928 - Edoeard Sjevardnadze, Georgisch politicus (overleden 2014)
- 1929 - Robert Faurisson, Frans hoogleraar, holocaustontkenner (overleden 2018)
- 1929 - Benny Golson, Amerikaans jazzsaxofonist/componist/arrangeur (overleden 2024)
- 1930 - Heinz Schiller, Zwitsers autocoureur (overleden 2007)
- 1931 - Paavo Haavikko, Fins dichter, toneelschrijver en uitgever (overleden 2008)
- 1931 - Dean Jones, Amerikaans acteur en zanger (overleden 2015)
- 1933 - Corazon Aquino, president van de Filipijnen (overleden 2009)
- 1934 - Hiroshi Hasegawa, Japans motorcoureur (overleden 2023)
- 1934 - Mimi Kok jr., Nederlands actrice (overleden 2014)
- 1934 - Roland Storme, Belgisch voetballer (overleden 2022)
- 1935 - António Ramalho Eanes, Portugees militair en president
- 1935 - Henk Hendriksen, Nederlands burgemeester (overleden 2019)
- 1936 - Diana Hyland, Amerikaans actrice (overleden 1977)
- 1937 - Ange-Félix Patassé, Centraal-Afrikaans politicus (overleden 2011)
- 1938 - Betico Croes, Arubaans politicus (overleden 1986)
- 1938 - Etta James, Amerikaans zangeres (overleden 2012)
- 1938 - Leiji Matsumoto, Japans mangakunstenaar (overleden 2023)
- 1938 - Vladimir Vysotski, Russisch acteur (overleden 1980)
- 1939 - Ray Dennis Steckler, Amerikaans filmregisseur (overleden 2009)
- 1940 - Jozef Slagveer, Surinaams schrijver en journalist (overleden 1982)
- 1941 - Gregory Sierra, Amerikaans acteur (overleden 2021)
- 1942 - Eusébio, Portugees voetballer (overleden 2014)
- 1942 - Pete Magadini, Amerikaans drummer en auteur (overleden 2023)
- 1943 - Roy Black, Duits schlagerzanger (overleden 1991)
- 1943 - Tobe Hooper, Amerikaans filmregisseur (overleden 2017)
- 1944 - Ion Dolănescu, Roemeens politicus en zanger (overleden 2009)
- 1945 - Byron Beck, Amerikaans basketballer
- 1945 - Leigh Taylor-Young, Amerikaans actrice
- 1946 - Patty Klein, Nederlands stripauteur en dichteres (overleden 2019)
- 1946 - Catherine MacPhail, Brits schrijfster (overleden 2021)
- 1946 - Henk Marquart Scholtz, Nederlands politicus
- 1946 - Peter Michielsen, Nederlands journalist (overleden 2008)
- 1947 - Harrie Jansen, Nederlands wielrenner en sportverslaggever
- 1947 - Ángel Nieto, Spaans motorcoureur (overleden 2017)
- 1947 - Tostão (Eduardo Gonçalves de Andrade), Braziliaans voetballer
- 1948 - Chrisje Comvalius, Nederlands actrice (overleden 2023)
- 1949 - Paul Nurse, Engels biochemicus en Nobelprijswinnaar (2001)
- 1949 - Frans Verpoorten jr., Nederlands fotograaf (overleden 2025)
- 1950 - Jean-Marc Ayrault, Frans politicus
- 1951 - Hans-Jürgen Dörner, Oost-Duits voetballer (overleden 2022)
- 1951 - Cees Grimbergen, Nederlands journalist en televisiepresentator
- 1951 - Steve Prefontaine, Amerikaans atleet (overleden 1975)
- 1951 - Boris Rösner, Tsjechisch acteur (overleden 2006)
- 1952 - Nílson Severino Dias (Nílson Dias), Braziliaans voetballer
- 1952 - Joeri Tsjesnokov, Sovjet-voetballer (overleden 1999)
- 1952 - Mark Weil, Oezbeeks theaterregisseur en -directeur (overleden 2007)
- 1953 - Dillinger, Jamaicaans zanger
- 1954 - Renate Dorrestein, Nederlands schrijfster (overleden 2018)
- 1954 - David Grossman, Israëlisch schrijver
- 1954 - Joris Iven, Belgisch dichter, toneelschrijver en vertaler
- 1954 - Paul Lim, Singaporees darter
- 1955 - Alim Asjirov, Sovjet voetballer (overleden 1979)
- 1955 - Paul de Vrees, Nederlands lichttechnicus (overleden 2024)
- 1956 - Johnny Cecotto, Venezolaans autocoureur
- 1957 - Ben van Berkel, Nederlands architect
- 1957 - Frank Dundr, Oost-Duits roeier
- 1957 - Luis Garavito, Colombiaans serieverkrachter en -moordenaar (overleden 2023)
- 1957 - Jenifer Lewis, Amerikaans actrice
- 1958 - Ahmet Altun, Turks atleet
- 1961 - Anneke Wiltink, Nederlands schrijfster (overleden 2023)
- 1962 - Georges Grün, Belgisch voetballer
- 1962 - Bruno Martini, Frans voetbaldoelman (overleden 2020)
- 1962 - Hendrik Reiher, Duits roeier
- 1963 - Suzanne Klemann, Nederlands zangeres
- 1963 - Bernd Storck, Duits voetballer en voetbalcoach
- 1963 - Herman Verbruggen, Belgisch acteur
- 1964 - Franci Kek, Sloveens politicus
- 1964 - Jack Vreeswijk, Zweeds zanger en zoon van Cornelis Vreeswijk (overleden 2023)
- 1965 - Johan Evenepoel, Belgisch componist
- 1965 - Esther Roord, Nederlands actrice
- 1966 - Kristina Mundt, Duits roeister
- 1966 - Bruce Murray, Amerikaans voetballer
- 1967 - David Ginola, Frans voetballer
- 1967 - Robert Havekotte, Nederlands waterpoloër
- 1967 - Nicole Uphoff, Duits amazone
- 1968 - Luc Krotwaar, Nederlands atleet
- 1968 - Eric Orie, Nederlands voetballer en voetbalcoach
- 1969 - Patrick Nys, Belgisch voetballer
- 1969 - Sandra Temporelli, Frans mountainbikester
- 1970 - Rune Djurhuus, Noors schaker
- 1970 - William Rutten, Nederlands fotograaf
- 1971 - Luca Badoer, Italiaans autocoureur
- 1972 - Alessio Girelli, Italiaans wielrenner
- 1972 - Lars Rosing, Deens-Groenlands acteur
- 1973 - Chris Guy (Ace Steel), Amerikaans professioneel worstelaar
- 1974 - Lidia Grigorjeva, Russisch atlete
- 1975 - Mia Kirshner, Canadees actrice
- 1975 - Martin Laciga, Zwitsers beachvolleyballer (overleden 2023)
- 1975 - Tim Montgomery, Amerikaans atleet
- 1976 - Mia Kirshner, Canadees actrice
- 1976 - Kerstin Kowalski, Duits roeister
- 1976 - Manja Kowalski, Duits roeister
- 1977 - Lidia Chojecka, Pools atlete
- 1977 - Wim Mennes, Belgisch voetballer
- 1977 - Luke Roberts, Australisch wielrenner
- 1977 - Hatem Trabelsi, Tunesisch voetballer
- 1978 - Denis Mensjov, Russisch wielrenner
- 1978 - Robin Nelisse, Nederlands voetballer
- 1978 - Jason Roberts, Grenadiaans-Engels voetballer
- 1978 - Volodymyr Zelensky, Oekraïens acteur en politicus; president sinds 2019
- 1979 - Johan van Arnhem, Nederlands dirigent
- 1980 - Paulo Assunção, Braziliaans voetballer
- 1980 - Walid Benmbarek, Nederlands acteur
- 1980 - Xavi Hernández, Spaans voetballer
- 1980 - Michelle McCool, Amerikaans professioneel worstelaarster
- 1980 - Christian Olsson, Zweeds atleet
- 1981 - Mattanja Joy Bradley, Nederlands singer-songwriter
- 1981 - Francis Jeffers, Engels voetballer
- 1981 - Alicia Keys, Amerikaans zangeres en muzikante
- 1981 - Tim Kruger, Duits acteur en regisseur (overleden 2025)
- 1981 - Clara Morgane, Frans zangeres en presentatrice
- 1982 - Peter van Agtmaal, Nederlands wielrenner
- 1982 - Patrik Ingelsten, Zweeds voetballer
- 1982 - Noemi, Italiaans zangeres en scenarioschrijfster
- 1983 - Ton van Genugten, Nederlands rallycoureur en ondernemer (overleden 2021)
- 1983 - Astrid Nuyens, Belgisch zangeres en model
- 1983 - Yasuyuki Konno, Japans voetballer
- 1984 - Sara Aerts, Belgisch atlete
- 1984 - Jay Briscoe, Amerikaans professioneel worstelaar (overleden 2023)
- 1984 - Stefan Kießling, Duits voetballer
- 1984 - Robinho (Robson de Souza), Braziliaans voetballer
- 1985 - Stephen Hagan, Noord-Iers acteur
- 1985 - Tina Karol, Oekraïens zangeres
- 1986 - Steve Edwards, Nieuw-Zeelands hockeyer
- 1986 - Feis, Nederlands rapper (overleden 2019)
- 1986 - Daniëlle Harmsen, Nederlands tennisster
- 1986 - Sophie Hosking, Brits roeister
- 1989 - Mihai Marinescu, Roemeens autocoureur
- 1989 - Kevin Wattamaleo, Nederlands voetballer
- 1989 - Lisa Weeda, Nederlands (scenario)schrijfster en programmamaker
- 1990 - Thomas Berge, Nederlands zanger
- 1990 - Marco Koch, Duits zwemmer
- 1990 - Tom Boon, Belgisch hockeyer
- 1991 - Nawwal Ghabri, Nederlands zangeres en rapster
- 1991 - Svenja Huth, Duits voetbalster
- 1991 - Gökhan Lekesiz, Duits voetballer
- 1991 - Nigel Melker, Nederlands autocoureur
- 1992 - Bianca Baak, Nederlands atlete
- 1993 - Amel Majri, Frans voetbalster
- 1993 - Iris Mittenaere, Frans model
- 1993 - Toma Nikiforov, Belgisch-Bulgaars judoka
- 1994 - Riste Pandev, Macedonisch atleet
- 1995 - Cedric Badjeck, Kameroens-Nederlands voetballer (overleden 2025)
- 1995 - Benjamin Bok, Nederlands schaakgrootmeester
- 1995 - Sam Hendriks, Nederlands voetballer
- 1996 - Tati Gabrielle, Amerikaans actrice
- 1996 - Omid Popalzay, Afghaans voetballer
- 1997 - Albin Gashi, Oostenrijks voetballer
- 1997 - Léon Bergsma, Nederlands voetballer
- 1998 - Hélène Clauzel, Frans veldrijdster en mountainbikester
- 1999 - Ma Binyan, Chinees wielrenner
- 1999 - Jai Waetford, Australisch zanger
- 2000 - Remco Evenepoel, Belgisch wielrenner
- 2000 - Ander Ganzabal, Spaans wielrenner
- 2000 - Rhyan White, Amerikaans zwemster
- 2001 - Annika Wickihalder, Zweeds-Zwitsers zangeres
- 2005 - Ben Dörr, Duits autocoureur
- 2005 - Avantika Vandanapu, Amerikaans actrice
- 2006 - Imran Nazih, Nederlands voetballer

## Overleden

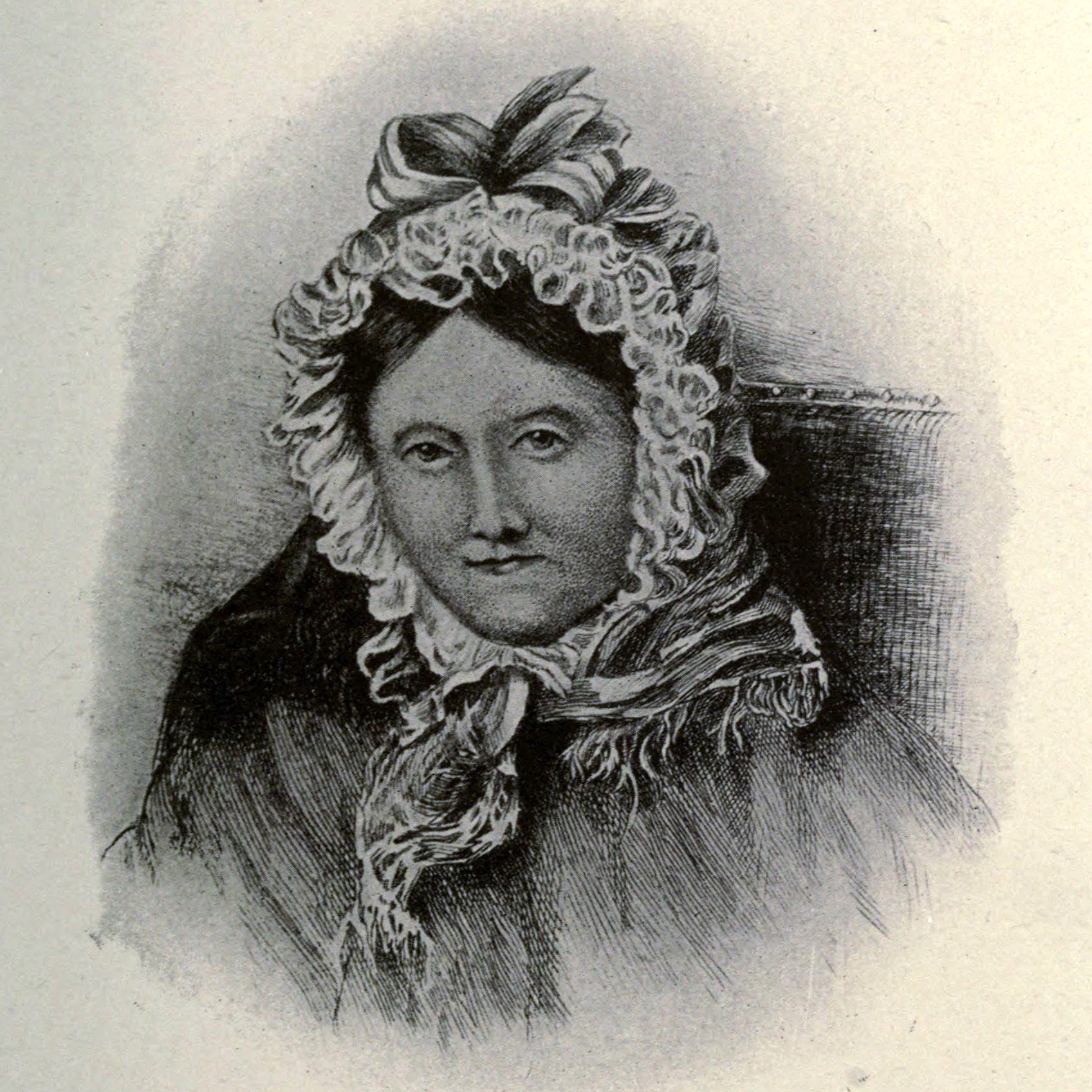
Dorothy Wordsworth,
overleden in 1855

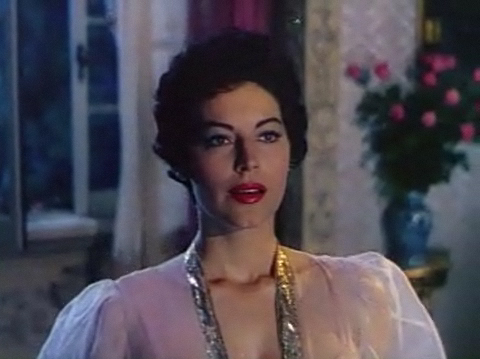
Ava Gardner,
overleden in 1990

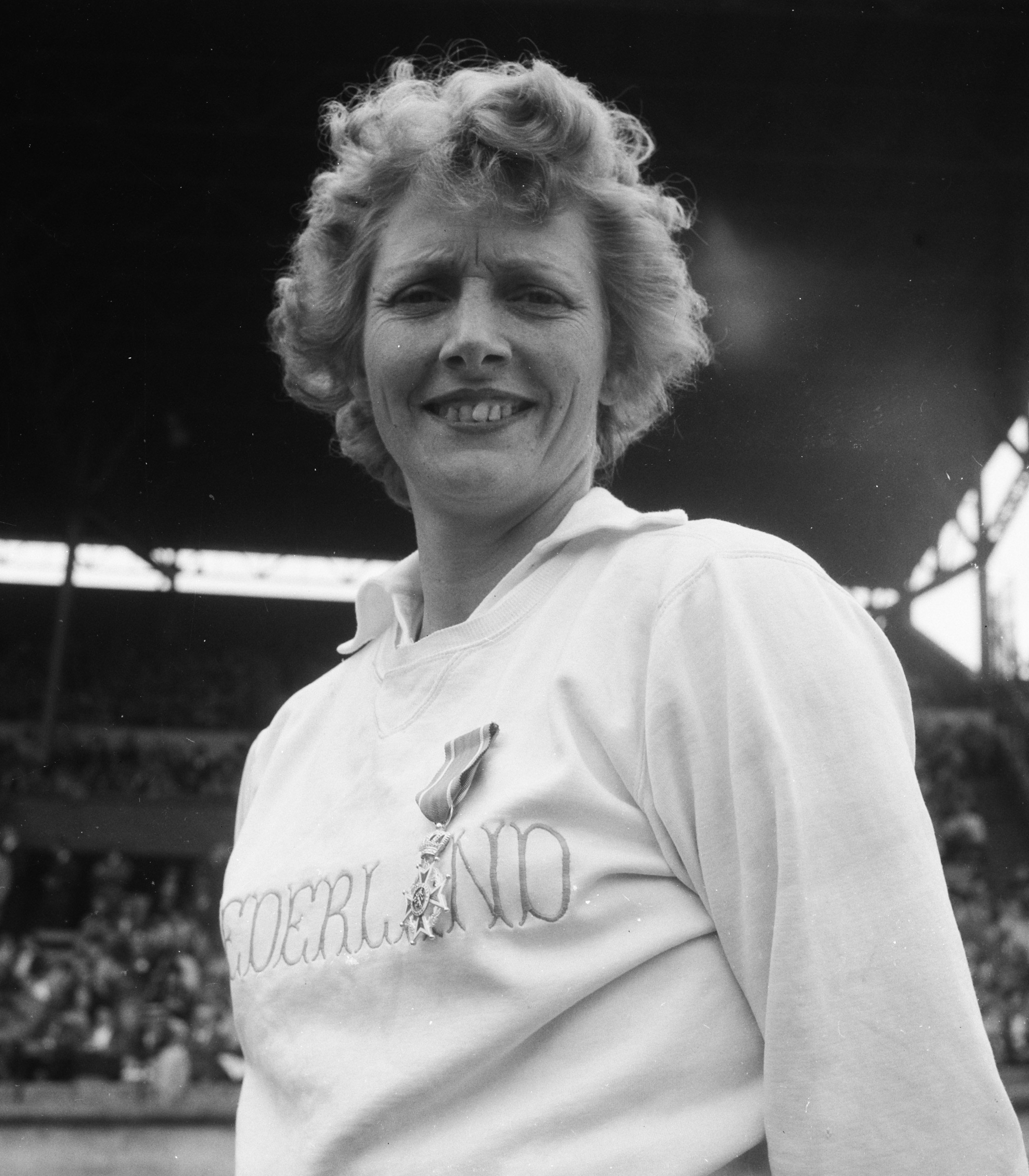
Fanny Blankers-Koen,
overleden in 2004

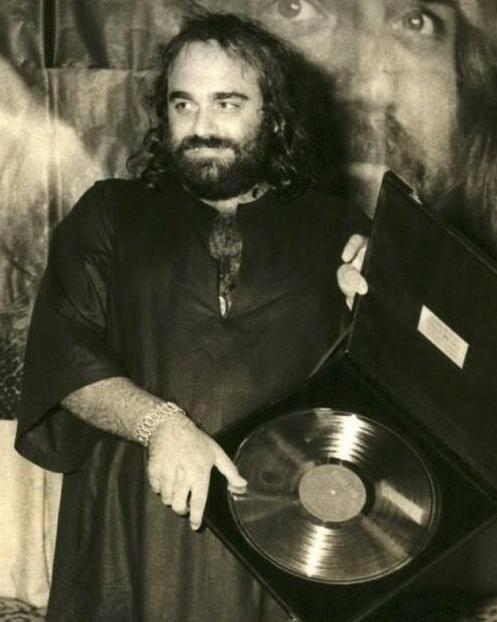
Demis Roussos,
overleden in 2015

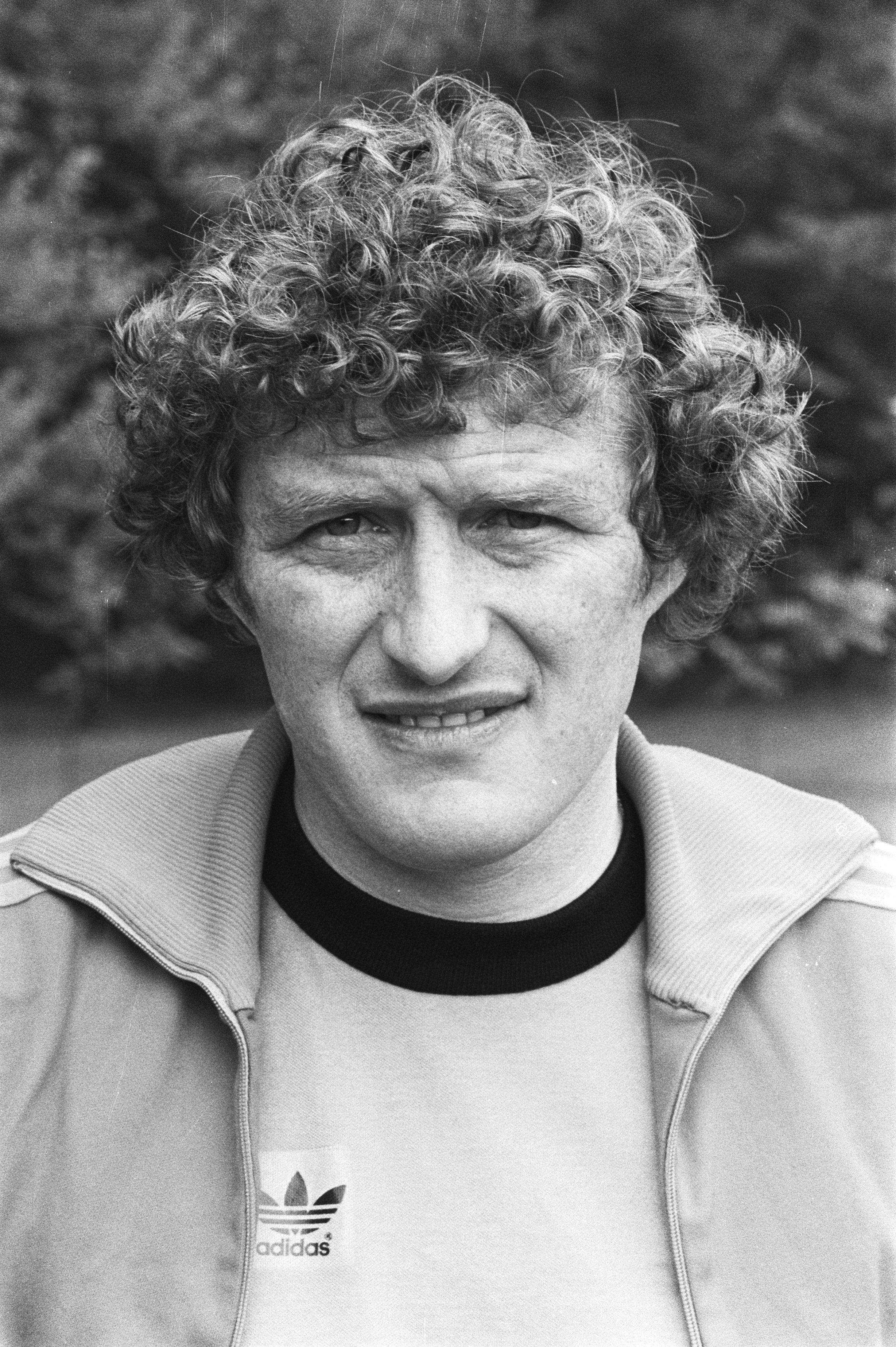
Wim Jansen,
overleden in 2022

- 381 - Athanarik, rechter van de Tervingi (Visigoten)
- 389 - Gregorius van Nazianze (59), bisschop van Constantinopel
- 477 - Geiserik, koning van de Vandalen en Alanen
- 844 - Paus Gregorius IV
- 1366 - Hendrik Seuse (70), Duits heilige
- 1425 - Hisko Abdena, Oost-Friese hoofdeling, proost van Emden (* onbekend).
- 1559 - Christiaan II van Denemarken (77), koning van Denemarken en Zweden
- 1855 - Dorothy Wordsworth (83), Engels dichteres en dagboekschrijfster
- 1885 - Ludovicus Passchijn (88), Belgisch politicus
- 1896 - Frederic Leighton (65), Engels kunstschilder en beeldhouwer
- 1906 - Petrus Lambertus Goossens (78), Belgisch kardinaal-aartsbisschop van Mechelen
- 1907 - René Pottier (27), Frans wielrenner, winnaar van de Tour de France van 1906
- 1935 - Valerian Koejbysjev (46), Russisch revolutionair
- 1943 - Alfred Molimard (54), Frans dammer
- 1947 - Al Capone (48), Amerikaans gangster
- 1951 - Albert Hemelman (67), Nederlands kunstenaar
- 1965 - Staf Nees (63), Belgisch beiaardier, componist en organist
- 1971 - Hermann Hoth (85), Duits generaal
- 1972 - Erhard Milch (79), Duits veldmaarschalk
- 1990 - Dámaso Alonso (91), Spaans dichter
- 1990 - Ava Gardner (67), Amerikaans actrice
- 1992 - Nico Schuyt (70), Nederlands componist
- 1997 - Werner Aspenström (78), Zweeds dichter
- 1997 - Adrianus Gerard Vermeulen (86), Nederlands burgemeester
- 2003 - Daniel Borrey (57), Belgisch atleet
- 2003 - Ellen Buckley (89), Amerikaans militair verpleegkundige
- 2004 - Fanny Blankers-Koen (85), Nederlands atlete en olympisch kampioene
- 2004 - Miklós Fehér (24), Hongaars voetballer
- 2005 - Max Velthuijs (81), Nederlands schrijver en tekenaar van kinderboeken
- 2005 - Nettie Witziers-Timmer (81), Nederlands atlete
- 2007 - Monique Punter (41), Nederlands journalist
- 2008 - Christopher Allport (60), Amerikaans televisieacteur
- 2009 - Mamadou Dia (98), Senegalees premier
- 2009 - Ewald Kooiman (70), Nederlands organist
- 2010 - Ali Hassan al-Majid (Ali Chemicali) (68), Iraaks generaal en politicus
- 2010 - Frans Veldman (89), Nederlands fysiotherapeut, grondlegger van de haptonomie
- 2014 - Hans Veerman (80), Nederlands acteur
- 2014 - Gyula Sax (62), Hongaars schaker
- 2015 - Demis Roussos (68), Grieks zanger
- 2017 - John Hurt (77), Brits acteur
- 2017 - Mary Tyler Moore (80), Amerikaans actrice
- 2018 - Hammy de Beukelaer (87), Nederlands stuntman
- 2019 - Eli Asser (96), Nederlands tekstschrijver en Holocaustoverlevende
- 2019 - Dušan Makavejev (86), Servisch filmregisseur
- 2019 - Roland Keijser (74), Zweeds jazzmuzikant
- 2020 - Henk Hofstede (82), Nederlands vakbondsbestuurder en politicus
- 2020 - Elisabeth Georgette Moens-De Proost (111), oudste vrouw van België
- 2021 - Vladimír Suchánek (87), Tsjechisch grafisch kunstenaar
- 2022 - Wim Jansen (75), Nederlands voetballer
- 2022 - Dojčin Perazić (76), Joegoslavisch voetballer
- 2022 - Gert Schutte (82), Nederlands politicus
- 2023 - Cindy Williams (75), Amerikaans actrice
- 2024 - Bat-Sheva Dagan (98), Pools-Israëlisch Holocaustoverlevende, onderwijzeres en auteur
- 2025 - Anastasios Yannoulatos (Anastasios I) (95), Grieks-Albanees aartsbisschop
- 2025 - Greg Bell (94), Amerikaans atleet
- 2025 - Dražen Dalipagić (73), Servisch basketballer en basketbalcoach
- 2025 - Joost de Raad (91), Nederlands burgemeester
- 2025 - Gloria Romero (91), Filipijns actrice<

## Viering/herdenking
- Rooms-Katholieke kalender:

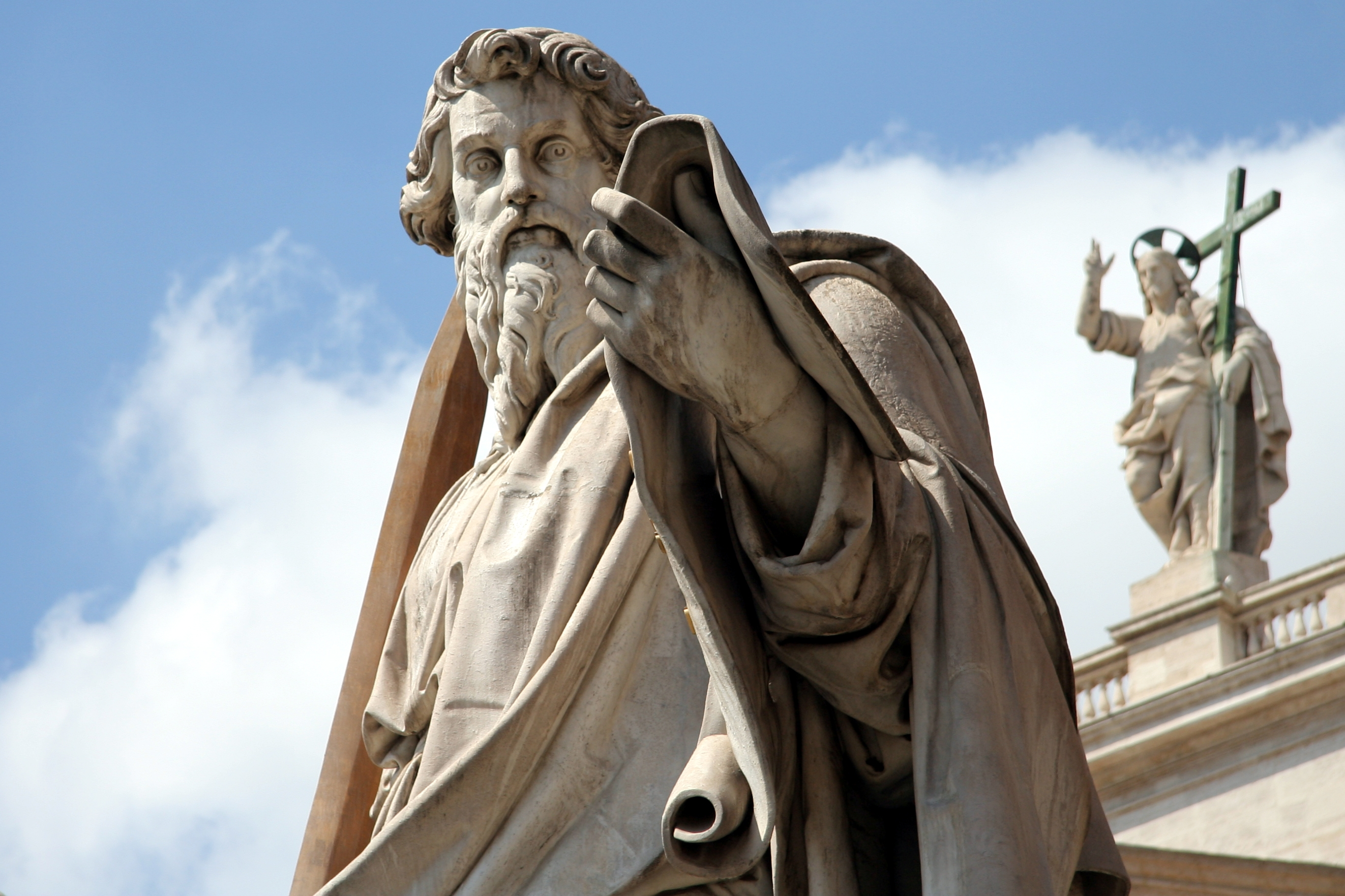
Paulus (Sint-Pietersplein)

  - Bekering van Paulus (ook gevierd door de oosters-orthodoxe, oriëntaals-orthodoxe, anglicaanse en lutheraanse kerken) - Feest
  - Heilige Marinus (Amarinus) († 676)
  - Heiligen Juventinus en Maximinus († 363)
  - Heilige Poppo (van Stavelot) († 1048) en zijn moeder de Heilige Adelvina van Deinze († 1015)
  - Heilige Ananias uit Damascus († c. 40)
  - Heilige Dwynwen (van Llanddwyn) († c. 460)
  - Zalige Henricus Seuse († 1366)
- Week van Gebed voor Christelijke Eenheid eindigt
- Romeinse Rijk - Tweede dag van de Sementivae ter ere van Ceres en Gaia.
- Schotland: met het Burns supper vieren zijn bewonderaars de geboortedag (in 1759) van de nationale dichter Robert Burns. Traditioneel wordt dan zijn lievelingsgerecht haggis geserveerd.

## Weerextremen

### Nederland
| | Officiële records | Officiële records | Officiële records |      | Landelijke records | Landelijke records | Landelijke records      |
| Gebeurtenis | Jaar              | Extreem           | Locatie           | Jaar | Extreem            | Locatie            |                         |
| --- | ----------------- | ----------------- | ----------------- | ---- | ------------------ | ------------------ | ----------------------- |
| Laagste etmaalgemiddelde temperatuur (°C) | 1942              | −9,5              | De Bilt           |      | 1942               | −12,0              | Eelde                   |
| Hoogste etmaalgemiddelde temperatuur (°C) | 2016              | 10,7              | De Bilt           |      | 2016               | 11,2               | Wijk aan Zee            |
| Laagste minimumtemperatuur (°C) | 1942              | −12,5             | De Bilt           |      | 1940               | −16,2              | Maastricht              |
| Hoogste minimumtemperatuur (°C) | 1969              | 7,8               | De Bilt           |      | 2016               | 9,1                | Hoogeveen, Nieuw Beerta |
| Laagste maximumtemperatuur (°C) | 1996              | −6,2              | De Bilt           |      | 1942               | −10,0              | Eelde                   |
| Hoogste maximumtemperatuur (°C) | 2016              | 14,6              | De Bilt           |      | 2016               | 16,3               | Eindhoven               |
| Hoogste uurgemiddelde windsnelheid (m/s) | 1990              | 17,5              | De Bilt           |      | 1990               | 30,4               | IJmuiden                |
| Hoogste windstoot (m/s) | 1990              | 35,0              | De Bilt           |      | 1990               | 44,2               | IJmuiden                |
| Langste zonneschijnduur (uur) | 1933, 1996        | 7,7               | De Bilt           |      | 1958               | 8,0                | Maastricht              |
| Langste neerslagduur (uur) | 1942              | 12,0              | De Bilt           |      | 1995               | 15,9               | Maastricht              |
| Hoogste etmaalsom van de neerslag (mm) | 1988              | 14,4              | De Bilt           |      | 1994 1999          | 17,3               | Lauwersoog Maastricht   |
| Laagste etmaalgemiddelde relatieve vochtigheid (%) | 1996              | 55                | De Bilt           |      | 1996               | 52                 | Hoogeveen               |
| Laagste uurwaarde luchtdruk op zeeniveau (hPa) | 1910              | 970,7             | De Bilt           |      | 1990               | 966,0              | De Kooy                 |
| Hoogste uurwaarde luchtdruk op zeeniveau (hPa) | 1932              | 1045,1            | De Bilt           |      | 1932               | 1045,1             | De Bilt                 |
| Officiële records worden altijd gemeten op het KNMI-weerstation in De Bilt. Landelijke records kunnen worden gemeten op elk officieel KNMI-weerstation in Nederland. |                   |                   |                   |      |                    |                    |                         |

Uitzonderlijke gebeurtenissen
- 1918 - Eerste landelijke zachte dag van het jaar gemeten in Maastricht (maximumtemperatuur ≥ 15 °C op een officieel weerstation)
- 1958 - Officieel laagste minimumtemperatuur in °C van het jaar gemeten in De Bilt: −11,2. Samen met 24 januari
- 2016 - Eerste landelijke zachte dag van het jaar gemeten in Eindhoven, Ell, Gilze-Rijen, Maastricht en Woensdrecht (maximumtemperatuur ≥ 15 °C op een officieel weerstation)
- 2023 - Landelijk laagste maximumtemperatuur in °C van januari dit jaar gemeten in Deelen: −0,4

### België
Dagrecords
- 1881 - Laagste etmaalgemiddelde temperatuur −15,5 °C
- 1834 - Hoogste etmaalgemiddelde temperatuur 10,3 °C
- 1881 - Laagste minimumtemperatuur −20,7 °C. Dit is de laagste minimumtemperatuur ooit.
- 2016 - Hoogste maximumtemperatuur 14,9 °C
- 1960 - Hoogste etmaalsom van de neerslag 14,5 mm

Uitzonderlijke gebeurtenissen
- 1939 - In 30 dagen 321 mm neerslag in Forges (Chimay).
- 1945 - Minimumtemperatuur −18,3 °C in Spa.
- 1990 - Windstoten in Bevekom tot 168 km/h: hoogste waarde van de eeuw.
- 2014 - Een onweerszone met windstoten die uithalen tot 104 km/u in Middelkerke veroorzaakt schade. Een tornado treft Rekkem (Menen).
- 2014 - Meest vroege laatste vorstdag in Ukkel sinds 1901.

<< · 1 · 2 · 3 · 4 · 5 · 6 · 7 · 8 · 9 · 10 · 11 · 12 · 13 · 14 · 15 · 16 · 17 · 18 · 19 · 20 · 21 · 22 · 23 · 24 · 25 · 26 · 27 · 28 · 29 · 30 · 31 · >>